# 世界鱼类
《世界鱼类》（英文：Fishes of the World）是美国和加拿大著名魚類學家、亞伯達大學名譽教授约瑟夫·纳尔逊（英文：Joseph S. Nelson；1937–2011）編撰的鱼类系統分類學專著，已先後出版了五个版本，被視為魚類分類學領域的權威參考文獻。
該書第一版由纽约的 Wiley-Interscience 公司在1976年出版，第二至四版由約翰威立公司（英文：John Wiley & Sons；總部位於新泽西州霍博肯）分别在1984年、1994年及2006年出版。2011年原作者纳尔逊去世後，他的好友暨同行——芝加哥洛約拉大學生物学教授特里·格兰德（Terry C. Grande）與马克·威尔逊（Mark V. H. Wilson）二人協助完成了該書第五版的修訂工作，並由約翰威立公司在2016年出版。此外，該書第二版曾由中国科学院动物研究所的魚類學家李思忠及其學生译成中文，並在1994年1月10日由臺灣水產出版社出版。
《世界鱼类》側重於記述高階分類單元，一般不涉及物种階層的多樣性。書中收錄了所有已知的現生魚類分類單元和大量化石類群，對高階分類單元複雜的分類情況進行了簡要闡述。該書不含彩色照片和插圖，以数百幅黑白线描图呈現了各分類單元典型代表的形態特徵。自第四版起，該書開始採用新近的 DNA 分析結果，修改了许多早期的分类體系。

## 延伸閱讀
- 《世界魚類》第五版的線上版魚類分類列表（比原書中的目錄列表更為詳細，最後更新於2018年1月11日）

業內學者對《世界魚類》的評論：
- Williams, George C. . The Quarterly Review of Biology（英语：The Quarterly Review of Biology）. 1977-06, 52 (2): 215–216. JSTOR 2824104. doi:10.1086/409936.

- Hubbs, Carl L. . Systematic Zoology（英语：Systematic Zoology）. 1978-03, 27 (1): 136–137. JSTOR 2412830. doi:10.2307/2412830.

- Parenti, Lynne R. . Copeia（英语：Ichthyology & Herpetology）. 1995-02, 1995 (1): 262–264. JSTOR 1446836. doi:10.2307/1446836.

- Bell, Michael A. . The Quarterly Review of Biology. 1995-06, 70 (2): 232–233. JSTOR 3036281. doi:10.1086/419021.

- Day, Julia J. . Fish and Fisheries. 2006-12, 7 (4): 334. doi:10.1111/j.1467-2979.2006.00227.x.